# Вів'єн Вудворд
Вів'єн Джон Вудворд (англ. Vivian John Woodward; 6 червня 1879, Кеннінгтон, Велика Британія — 31 січня 1954, Ілінг, Лондон) — англійський архітектор і футболіст, що грав на позиції нападника. Дворазовий олімпійський чемпіон. Входить до списку «100 легенд Футбольної ліги». Під час Першої світової війни — офіцер британської армії, учасник битви на Соммі.

## Клубна кар'єра
Народився 6 червня 1879 року. Вихованець футбольної школи клубу «Клактон Таун».
У дорослому футболі дебютував 1900 року виступами за команду клубу «Тоттенгем Готспур», в якій провів дев'ять сезонів, взявши участь у 132 матчах чемпіонату. У складі «Тоттенгем Готспур» був одним з головних бомбардирів команди, маючи середню результативність на рівні 0,48 голу за гру першості.
1909 року перейшов до клубу «Челсі», за який відіграв 6 сезонів. Завершив кар'єру футболіста виступами за команду «Челсі» у 1915 році.
Помер 31 січня 1954 року на 75-му році життя у боро Ілінг.

## Виступи за збірні
1903 року дебютував в офіційних матчах у складі національної збірної Англії. Протягом кар'єри у національній команді, яка тривала 9 років, провів у формі головної команди країни 23 матчі, забивши 29 голів.
Протягом 1906—1914 років залучався до складу аматорської збірної Англії, зіграв у 24 матчах, забив 40 голів. З 1908 по 1912 рік захищав кольори олімпійської збірної Великої Британії. У складі цієї команди провів 6 матчів, забив 4 голи. У складі збірної — учасник футбольного турніру на Олімпійських іграх 1908 року у Лондоні, футбольного турніру на Олімпійських іграх 1912 року у Стокгольмі.

## Спортивні досягнення
- Олімпійський чемпіон (2): 1908, 1912
- Чемпіон Британії (6): 1903[en], 1904[en], 1905[en], 1908[en], 1909[en], 1911[en]

## Статистика
Статистика клубних виступів:
| Сезон             | Команда             | Чемпіонат         | Чемпіонат | Чемпіонат | Кубок | Кубок | Всього | Всього |
| Сезон             | Команда             | Л                 | І         | Г         | І     | Г     | І      | Г      |
| ----------------- | ------------------- | ----------------- | --------- | --------- | ----- | ----- | ------ | ------ |
| 1900–01           | «Тоттенгем Готспур» | ПФЛ               | 2         | 2         |       |       | 2      | 2      |
| 1901–02           | «Тоттенгем Готспур» | ПФЛ               | 2         | 0         |       |       | 2      | 0      |
| 1902–03           | «Тоттенгем Готспур» | ПФЛ               | 12        | 4         |       |       | 12     | 4      |
| 1903–04           | «Тоттенгем Готспур» | ПФЛ               | 17        | 10        |       |       | 17     | 10     |
| 1904–05           | «Тоттенгем Готспур» | ПФЛ               | 20        | 7         |       |       | 20     | 7      |
| 1905–06           | «Тоттенгем Готспур» | ПФЛ               | 12        | 5         |       |       | 12     | 5      |
| 1906–07           | «Тоттенгем Готспур» | ПФЛ               | 20        | 7         |       |       | 20     | 7      |
| 1907–08           | «Тоттенгем Готспур» | ПФЛ               | 20        | 10        |       |       | 20     | 10     |
| 1908–09           | «Тоттенгем Готспур» | Д-2               | 27        | 18        | 4     | 0     | 31     | 18     |
| 1909–10           | «Челсі» (Лондон)    | Д-1               | 13        | 5         | 2     | 0     | 15     | 5      |
| 1910–11           | «Челсі» (Лондон)    | Д-2               | 19        | 6         | 3     | 3     | 22     | 9      |
| 1911–12           | «Челсі» (Лондон)    | Д-2               | 14        | 2         | 0     | 0     | 14     | 2      |
| 1912–13           | «Челсі» (Лондон)    | Д-1               | 27        | 10        | 3     | 1     | 30     | 11     |
| 1913–14           | «Челсі» (Лондон)    | Д-1               | 27        | 4         | 2     | 0     | 29     | 4      |
| 1914–15           | «Челсі» (Лондон)    | Д-1               | 6         | 3         | 0     | 0     | 6      | 3      |
| Всього за кар'єру | Всього за кар'єру   | Всього за кар'єру | 238       | 93        | 10    | 4     | 248    | 97     |

Статистика виступів у збірній Англії:
| №  | Голи | Голи | Дата     | Місто         | Суперник  | Рахунок | Турнір             |
| -- | ---- | ---- | -------- | ------------- | --------- | ------- | ------------------ |
| 1  | 2    | 2    | 14/ 2/03 | Вулвергемптон | Ірландія  | 4-0     | чемпіонат Британії |
| 2  | 1    | 3    | 2/ 3/03  | Портсмут      | Уельс     | 2-1     | чемпіонат Британії |
| 3  | 1    | 4    | 4/ 4/03  | Шеффілд       | Шотландія | 1-2     | чемпіонат Британії |
| 4  |      | 4    | 12/ 3/04 | Белфаст       | Ірландія  | 3-1     | чемпіонат Британії |
| 5  |      | 4    | 9/ 4/04  | Глазго        | Шотландія | 1-0     | чемпіонат Британії |
| 6  |      | 4    | 25/ 2/05 | Мідлсбро      | Ірландія  | 1-1     | чемпіонат Британії |
| 7  | 2    | 6    | 27/ 3/05 | Ліверпуль     | Уельс     | 3-1     | чемпіонат Британії |
| 8  |      | 6    | 1/ 4/05  | Лондон        | Шотландія | 1-0     | чемпіонат Британії |
| 9  |      | 6    | 6/ 4/07  | Ньюкасл       | Шотландія | 1-1     | чемпіонат Британії |
| 10 | 1    | 7    | 15/ 2/08 | Белфаст       | Ірландія  | 3-1     | чемпіонат Британії |
| 11 | 3    | 10   | 16/ 3/08 | Рексем        | Уельс     | 7-1     | чемпіонат Британії |
| 12 |      | 10   | 4/ 4/08  | Глазго        | Шотландія | 1-1     | чемпіонат Британії |
| 13 | 1    | 11   | 6/ 6/08  | Відень        | Австрія   | 6-1     |                    |
| 14 | 4    | 15   | 8/ 6/08  | Відень        | Австрія   | 11-1    |                    |
| 15 | 1    | 16   | 10/ 6/08 | Будапешт      | Угорщина  | 7-0     |                    |
| 16 |      | 16   | 13/ 6/08 | Прага         | Богемія   | 4-0     |                    |
| 17 | 2    | 18   | 13/ 2/09 | Бредфорд      | Ірландія  | 4-0     | чемпіонат Британії |
| 18 |      | 18   | 15/ 3/09 | Ноттінгем     | Уельс     | 2-0     | чемпіонат Британії |
| 19 | 2    | 20   | 29/ 5/09 | Будапешт      | Угорщина  | 4-2     |                    |
| 20 | 4    | 24   | 31/ 5/09 | Будапешт      | Угорщина  | 8-2     |                    |
| 21 | 3    | 27   | 1/ 6/09  | Відень        | Австрія   | 8-1     |                    |
| 22 |      | 27   | 12/ 2/10 | Белфаст       | Ірландія  | 1-1     | чемпіонат Британії |
| 23 | 2    | 29   | 13/ 3/11 | Лондон        | Уельс     | 3-0     | чемпіонат Британії |

Статистика виступів у збірній Великої Британії:
| № | Голи | Голи | Дата     | Місто     | Суперник   | Рахунок | Турнір           |
| - | ---- | ---- | -------- | --------- | ---------- | ------- | ---------------- |
| 1 | 2    | 2    | 20/10/08 | Лондон    | Швеція     | 12-1    | Олімпійські ігри |
| 2 |      | 2    | 22/10/08 | Лондон    | Нідерланди | 4-0     | Олімпійські ігри |
| 3 | 1    | 3    | 24/10/08 | Лондон    | Данія      | 2-0     | Олімпійські ігри |
| 4 | 1    | 4    | 30/ 6/12 | Стокгольм | Угорщина   | 7-0     | Олімпійські ігри |
| 5 |      | 4    | 2/ 7/12  | Стокгольм | Фінляндія  | 4-0     | Олімпійські ігри |
| 6 |      | 4    | 4/ 7/12  | Стокгольм | Данія      | 4-2     | Олімпійські ігри |

Статистика виступів у аматорській збірній Англії:
| №  | Голи | Голи | Дата     | Місто      | Суперник   | Рахунок |
| -- | ---- | ---- | -------- | ---------- | ---------- | ------- |
| 1  | 4    | 4    | 1/11/06  | Париж      | Франція    | 15-0    |
| 2  | 1    | 5    | 1/ 4/07  | Гаага      | Нідерланди | 8-1     |
| 3  | 3    | 8    | 21/12/07 | Дарлінгтон | Нідерланди | 12-2    |
| 4  | 3    | 11   | 23/ 2/08 | Лондон     | Франція    | 12-0    |
| 5  | 3    | 14   | 18/ 4/08 | Брюссель   | Бельгія    | 8-2     |
| 6  | 2    | 16   | 20/ 4/08 | Берлін     | Німеччина  | 5-1     |
| 7  | 2    | 18   | 17/ 4/09 | Лондон     | Бельгія    | 11-2    |
| 8  | 4    | 22   | 20/ 5/09 | Базель     | Швейцарія  | 9-0     |
| 9  | 1    | 23   | 22/ 5/09 | Париж      | Франція    | 11-0    |
| 10 | 1    | 24   | 6/11/09  | Галл       | Швеція     | 7-0     |
| 11 | 6    | 30   | 11/12/09 | Лондон     | Нідерланди | 9-1     |
| 12 | 1    | 31   | 4/ 3/11  | Лондон     | Бельгія    | 4-0     |
| 13 |      | 31   | 17/ 4/11 | Амстердам  | Нідерланди | 1-0     |
| 14 | 1    | 32   | 25/ 5/11 | Берн       | Швейцарія  | 4-1     |
| 15 |      | 32   | 21/10/11 | Лондон     | Данія      | 3-0     |
| 16 | 1    | 33   | 16/ 3/12 | Галл       | Нідерланди | 4-0     |
| 17 |      | 33   | 8/ 4/12  | Брюссель   | Бельгія    | 2-1     |
| 18 | 2    | 35   | 9/11/12  | Свіндон    | Бельгія    | 4-0     |
| 19 | 1    | 36   | 21/ 3/13 | Берлін     | Німеччина  | 3-0     |
| 20 | 1    | 37   | 24/ 3/13 | Гаага      | Нідерланди | 1-2     |
| 21 | 1    | 38   | 15/11/13 | Галл       | Нідерланди | 2-1     |
| 22 | 1    | 39   | 24/ 2/14 | Брюссель   | Бельгія    | 8-1     |
| 23 |      | 39   | 5/ 6/14  | Копенгаген | Данія      | 0-3     |
| 24 | 1    | 40   | 10/ 6/14 | Стокгольм  | Швеція     | 5-1     |

## Цікаві факти
- У листопаді 1914 року шістнадцять гравців клубу «Хартс» (Единбург) стали основою 17-го батальйону Королівського полку шотландських стрільців, який також називають «батальйоном Мак-Крея»[en]. До його складу входили футболісти та вболівальники декількох шотландських клубів, а також представники інших видів спорту. У жовтні 2014 року «Батальйон Мак-Крея» введений до Зали слави шотландського футболу[en].[3][4]
- Найбільше футболістів служило у 17-му батальйоні Міддлсекського полку, який також називають «футбольним батальйоном»[en]. Зокрема, гравці збірної Англії — Френк Баклі[en], Джек Кук[en], Фред Баллок[en], Тім Коулман[en], Персі Гамфрейс, Ернест Вільямсон[en], гравці збірної Уельсу — Джеймс Вільямс[en], Фред Кінор[en], гравець збірної Ірландії Джек Доран[en], команда «Клептон Оріент» у повному складі та інші.[5][6]
- У 23-му батальйоні Міддлсекського полку служили гравець збірної Англії Ерні Сіммс[en] і нападник «Манчестер Юнайтед» Сенді Тернбулл.[7][8]